# La Noria, Churumuco
La Noria är en ort i Mexiko.   Den ligger i kommunen Churumuco och delstaten Michoacán de Ocampo, i den södra delen av landet, 280 km väster om huvudstaden Mexico City. La Noria ligger 178 meter över havet och antalet invånare är 168. Den ligger vid sjön Presa Adolfo López Mateos.
Terrängen runt La Noria är kuperad åt nordost, men åt sydväst är den platt. Runt La Noria är det glesbefolkat, med 15 invånare per kvadratkilometer. Närmaste större samhälle är Churumuco de Morelos, 6,3 km öster om La Noria. Trakten runt La Noria består till största delen av jordbruksmark.